# Allopiophila lonchaeoides
Allopiophila lonchaeoides är en tvåvingeart som först beskrevs av Zetterstedt 1838.  Allopiophila lonchaeoides ingår i släktet Allopiophila och familjen ostflugor. Inga underarter finns listade i Catalogue of Life.